# Карен Пейдж
Карен Пейдж (англ. Karen Page) — вымышленный персонаж Marvel Comics. Она является второстепенным героем комиксов о Сорвиголове, а также любовным интересом главного героя. Она работала секретаршей в юридической конторе «Нельсон и Мёрдок».
В 2003 году персонаж появился в фильме «Сорвиголова», где роль Карен исполнила Эллен Помпео. В телесериале 2015 года «Сорвиголова» в рамках Кинематографической вселенной MarveI, роль помощницы Сорвиголовы исполнила Дебора Энн Уолл.

## История публикаций
Карен Пейдж была создана сценаристом Стэном Ли и художником Биллом Эвереттом и впервые появилась в Daredevil #1 (Апрель, 1964). Долгое время за сердце Карен соперничали её коллеги по работе Мэтт Мёрдок и Фогги Нельсон. В Daredevil #57 (Октябрь, 1969) Карен узнала тайну личности Мэтта, после чего их отношения усложнились. Карен покинула контору «Нельсон и Мёрдок» в Daredevil #86 (Апрель, 1972), чтобы начать карьеру актрисы.
После трёх лет отсутствия на страницах комикса, Карен Пейдж вернулась в Ghost Rider vol 2 #13 (Август, 1975), в комикс, главным героем которого является Призрачный гонщик и участвовала в основном сюжете вплоть до #26 (Октябрь, 1977). Карен также появилась в кроссовере между Сорвиголовой и Призрачным гонщиком в Daredevil #138 (Октябрь, 1976).
Карен вернулась в основной сюжет в Daredevil #227 (Февраль, 1986) и вновь стала основным любовным интересом Мэтта Мёрдока / Сорвиголовы. Писательница Энн Носент усложнила отношения Карен и Мэтта, придавая им больше драматизма. Девушка начала вносить свой вклад в развитие главного героя. В #259 она, под прикрытием, помогает своему возлюбленному в борьбе с его врагами. Карен вновь покинула Мэтта в #263 и вернулась лишь в #294 (Июль, 1991).
Карен Пейдж погибла от руки Меченого в Daredevil vol 2 #5 (Март, 1999).

## Вымышленная биография
Карен Пейдж устроилась на работу в юридическую контору «Нельсон и Мёрдок» в качестве секретарши Мэтта Мёрдока и Франклина «Фогги» Нельсона. Со временем Карен влюбилась в Мэтта, но вместе с тем её сердце покорил супергерой Сорвиголова, однако девушка не знала, что это один и тот же человек. Пейдж сочувствовала Мёрдоку и искала способ излечить его слепоту.
Её нередко похищали враги Сорвиголовы, такие как Филин и Пурпур. Однажды она, Мэтт Мёрдок и Фогги Нельсон были похищены Мародёром в маске и Стилт-мэном. Когда злодеи сбросили Мэтта с вертолёта, девушка подумала, что он разбился, после чего она атаковала Мародёра в маске. Однако, в следующий момент появился Сорвиголова и сбросил злодея, после чего спас Карен и Фогги.
Некоторое время спустя Карен переехала В Лос-Анджелес, где решила начать карьеру актрисы и встретилась с Джонни Блейзом. Её похищает Смертельный Сталкер, интересовавшийся исследованиями её отца. Девушка была спасена Сорвиголовой и Призрачным гонщиком, которые объединились в команду.
Со временем у Карен появилась наркозависимость. Она снялась в нескольких порнографических фильмах и продала тайну личности Сорвиголовы наркоторговцу. Эта информация дошла до самого Кингпина. Узнав, что Мэтт Мёрдок — это Сорвиголова, Фиск практически разрушил его жизнь. Несмотря на предательство, Мэтт вновь устроил Карен на работу и они продолжили вершить правосудие в Адской кухне.
Карен погибла от руки врага Сорвиголовы Меченого.

## Альтернативные версии

### Ultimate Marvel
Во вселенной Ultimate Marvel Карен Пейдж впервые появилась в Ultimate Spider-Man Super Special Vol 1 #1 (Июль, 2002) в качестве работницы конторы «Нельсон и Мёрдок».

### Chapter One
В этой вселенной Карен предстаёт как первая возлюбленная Мэтта Мэрдока, однако у них были тяжёлые отношения.

### What If?
- В сюжете «Что, если бы Сорвиголова убил Кингпина», который является альтернативным продолжением истории, где Карен продала личность Сорвиголовы наркоторговцу, Кингпин посылает своих приспешников, чтобы убить её. Карен спасает человек по имени Пауло для собственных целей. Карен удаётся сбежать от него, однако вскоре он находит её в церкви, где и убивает[14].
- В истории «Что, если бы Карен Пейдж выжила», Карен выживает после нападения Меченого. Сорвиголова приходит в бешенство, узнав, что её жизнь висела на волоске от смерти, после чего убивает Кингпина. За убийство Фиска, Мэтта приговаривают к 44 годам лишения свободы. Карен уехала из города и пропала без вести. По словам Мэтта, она, возможно, покончила с собой[15].

## Вне комиксов

### Кинематографическая вселенная Marvel

#### Телевидение
- В сериале «Сорвиголова» от Netflix, который является частью Кинематографической вселенной MarveI, роль Карен Пейдж исполнила Дебора Энн Уолл[1]. Карен работала в финансовом отделе «Union Allied Construction», который курировал государственные контракты на реконструкцию Адской Кухни, пострадавшей во время битвы за Нью-Йорк. Однажды она случайно узнала об отмывании денег, в котором была замешана компания. Карен попыталась рассказать об этом коллеге при встрече, однако в этот момент она потеряла сознание. Очнулась Пейдж в своей квартире с окровавленным ножом в руках над телом мёртвого коллеги, после чего её арестовала полиция. Юристы-новички Мэтт Мёрдок и Фогги Нельсон предложили ей свои услуги. В камере она была атакована полицейским, которого шантажировало руководство «Union Allied Construction». Девушка выжила, и Мёрдоку и Нельсону удалось убедить полицейских не заводить на неё дело. Они также наняли Карен своим секретарем. Вместе с Беном Урихом она расследует дело Фиска. А в конце сезона убивает Уэсли.
- Дебора Энн Уолл вновь сыграет Карен в телесериале «Каратель».
- Персонаж Карен Пейдж также появится в сериале-кроссовере от Netflix «Защитники», роль которой всё также исполнит Дэбора Энн Уолл[16].
- Карен Пейдж появляется во всех 3 сезонах телесериала «Сорвиголова».

### Кино
- Эллен Помпео исполнила роль Карен Пейдж в фильме «Сорвиголова» 2003 года. Большинство сцен с её участием были удалены, однако они доступны в DVD издании. В фильме она испытывает интерес к персоне Мэтта Мёрдока и приглашает его на благотворительный вечер имени Уилсона Фиска. К разочарованию Карен, Мэтт отдаёт своё приглашение Фогги Нельсону.